# Louvigné-de-Bais
Louvigné-de-Bais település Franciaországban, Ille-et-Vilaine megyében. Lakosainak száma 1874 fő (2022. január 1.). Louvigné-de-Bais Saint-Didier, Bais, Piré-Chancé, Cornillé, Domagné és Torcé községekkel határos.

## Népesség
A település népességének változása:
| Lakosok száma | 1087 | 1124 | 1209 | 1675 | 1728 | 1845 | 1899 | 1912 | 1900 | 1874 |
|               | 1968 | 1982 | 1990 | 2006 | 2013 | 2015 | 2017 | 2019 | 2020 | 2022 |